# درگیری‌های یمن و عثمانی

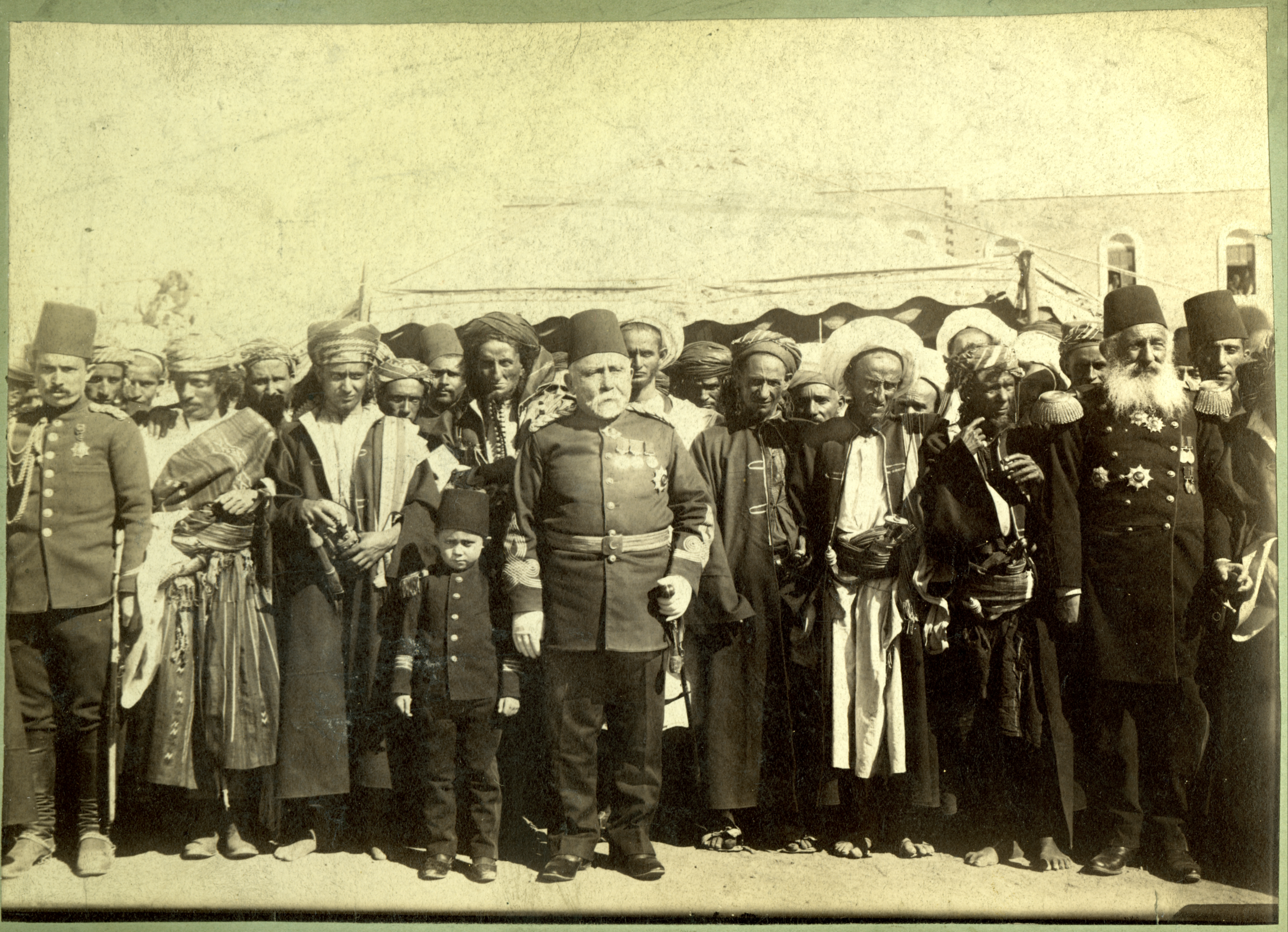
تصویری از سربازان ارتش عثمانی در کنار یمنی‌ها

منازعات یمن و عثمانی (به عربی: النزاعات الیمنیة العثمانیة) مجموعه‌ای از درگیری‌ها بین امپراتوری عثمانی و قبایل زیدی در یمن بود که از سال ۱۵۳۸ آغاز شد و با امضای پیمان دان در ۹ اکتبر ۱۹۱۱ پایان یافت.

## لشکرکشی به یمن در سال ۱۸۷۲
در سال ۱۸۷۲ اشراف محلی یمن که از بی‌کفایتی امام زیدی عصبانی شده بودن، از عثمانی درخواست کردند تا وارد صنعا شده و آن را ضمیمه امپراتوری خود کند، و به عثمانی‌ها اجازه دادند سرانجام یمن را فتح و ولایت یمن را تأسیس کنند.

## نتیجه و پیامد
در اوت ۱۹۰۶، یک هیئت عثمانی با ابراز تمایل برای آغاز مجدد مذاکرات نزد امام زیدیان رفت و گزارش شده که امام زیدیان خواستار پایان دادن به خونریزی شده‌بود. پنج سال مذاکرات به طول انجامید و با امضای معاهده دان در ۹ اکتبر ۱۹۱۱، که منجر به تبدیل شدن یمن به یک کشور تحت حاکمیت امپراتوری عثمانی شد، پایان یافت. این رویه به مدت هفت سال ادامه داشت، تا اینکه امام یمن از سقوط عثمانی در جنگ جهانی اول استفاده کرد و پادشاهی متوکلی یمن را در ۳۰ اکتبر ۱۹۱۸ ایجاد کرد.